# Karl Ferdinand Sohn

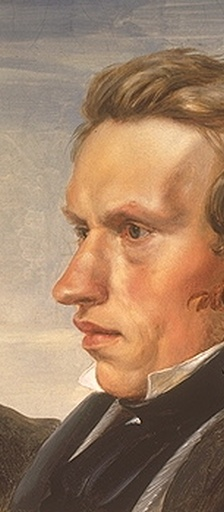
Karl Ferdinand Sohn.

Karl Ferdinand Sohn (Berlim, 10 de dezembro de 1805 — Colônia, 25 de novembro de 1867) foi um pintor alemão.
Depois de estudar na Academia de Artes de Berlim e na Academia de Artes de Düsseldorf, sob a direção de Friedrich Wilhelm von Schadow, Sohn viajou para a Itália entre 1830 e 1831. Adotou como modelos as obras de Ticiano, Veronese e Palma Vecchio. Logo se tornou professor na Academia onde estudara em Düsseldorf.
Especializou-se na pintura de aristocratas, jovens e bonitas, elegantemente vestidas e em poses graciosas com um fundo neutro. Assim pôde pintar, em 1860, a Rainha D. Estefânia de Portugal, consorte de D. Pedro V.